# Jóny István
Jóny István, névváltozat Jóni (Budapest, 1941. október 2. – 2022 március) magyar atléta, akadályfutó, közép- és hosszútávfutó.

## Pályafutása
1962-ig az FTC, 1963 és 1973 között a Bp. Honvéd atlétája, akadályfutó, közép- és hosszútávfutó. 1962 és 1971 között indult a magyar atlétikai bajnokságon, ahol 19 bajnoki címet nyert. 1964 és 1971 között a magyar válogatott keret tagja volt. Részt vett az 1966-os budapesti Európa-bajnokságon. 3000 méteres akadályfutásban indult, de nem ért célba.
1969-ben a TFTI-n edzői, 1974-ben a Testnevelési Főiskolán sportszervezői oklevelet szerzett.
A sportolói pályafutásának befejezése után az MTK csapatánál kezdte sportvezetői pályafutást. 1989-től 2002-ig, nyugdíjba vonulásáig a klub ügyvezető elnöke volt. Bangha Dezső, Herczeg Gyula és Jóny István ötlete nyomán szervezték meg az első Komárno-Komárom futóverseny 1975-ben.

## Sikerei, díjai
Magyar bajnokság
- 1500 m
  - bajnok: 1966
- 4 x 800 m
  - 2. (2): 1965, 1967
- 4 x 1500 m
  - bajnok (4): 1966, 1967, 1969, 1970
  - 2. (2): 1963, 1964
  - 3.: 1965
- 3000 m akadály
  - bajnok (4): 1966, 1967, 1969, 1971
  - 3.: 1970
- mezei futás
  - 2.: 1967
- kis mezei futás (4 km)
  - bajnok: 1966
  - 2.: 1962
- csapat 5000 m
  - bajnok (4): 1966, 1968, 1969, 1970
  - 2.: 1965
  - 3.: 1963
- csapat mezei futás
  - bajnok (2): 1970, 1971
  - 2.: 1968
  - 3.: 1967
- kis mezei futás csapat
  - bajnok (3): 1963, 1964, 1966

## Egyéni csúcsai
- 1500 m: 3:45.7 (1966)
- 3000 m: 8:04.8 (1967)
- 5000 m: 14:04.8 (1969)
- 10000 m: 29:16.6 (1971)
- 3000 m akadály: 8:32.6 (1967) – országos csúcs (Duisburg,1967. július 23.)